# Khinh khí cầu

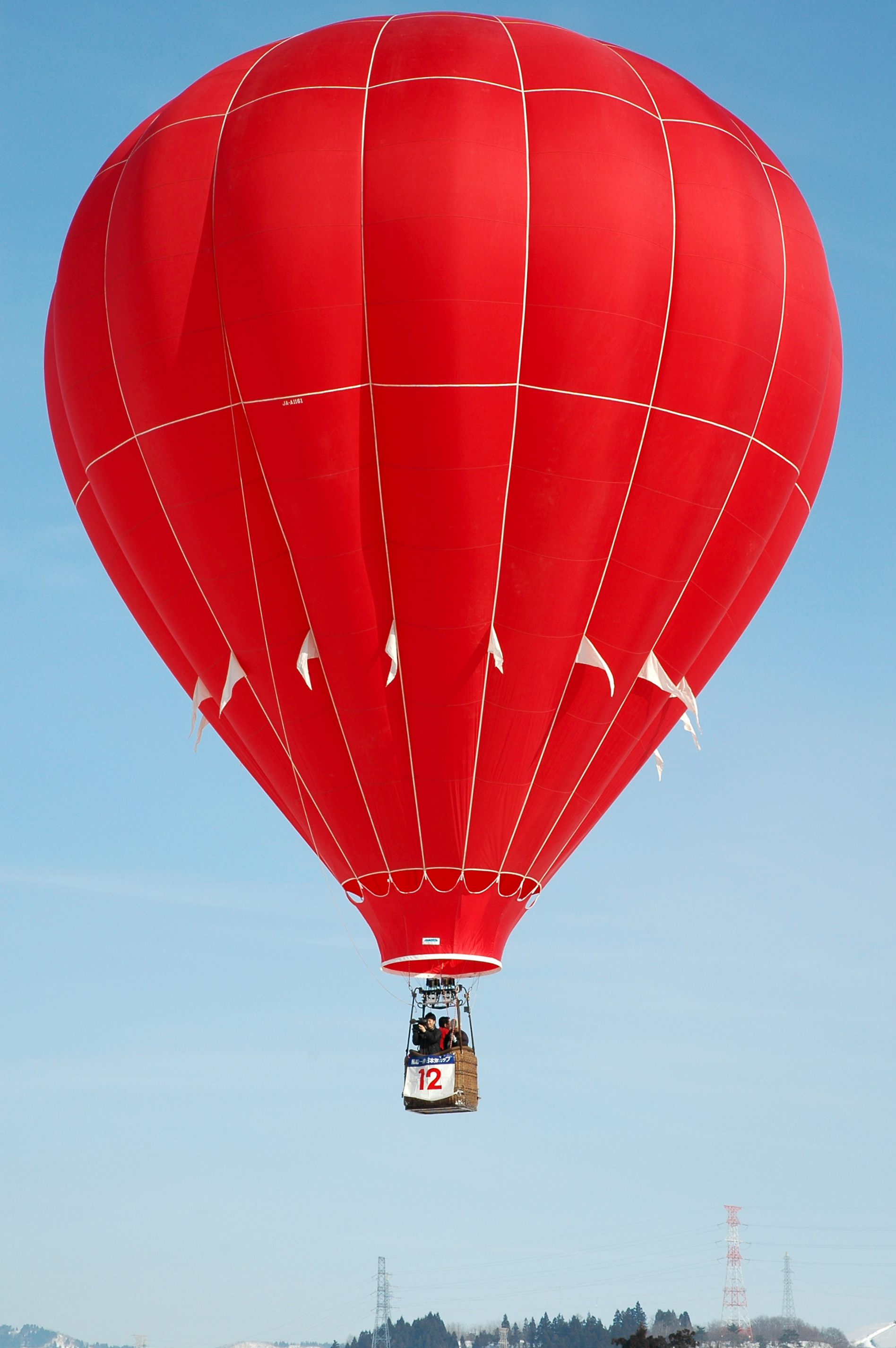
Khinh khí cầu đang bay

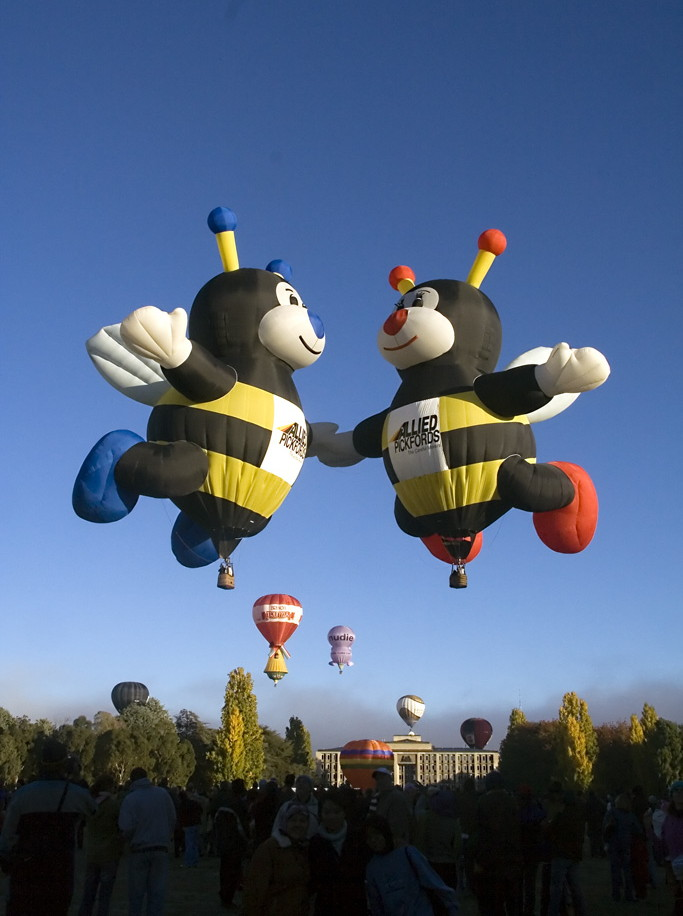
Khí cầu hình ong

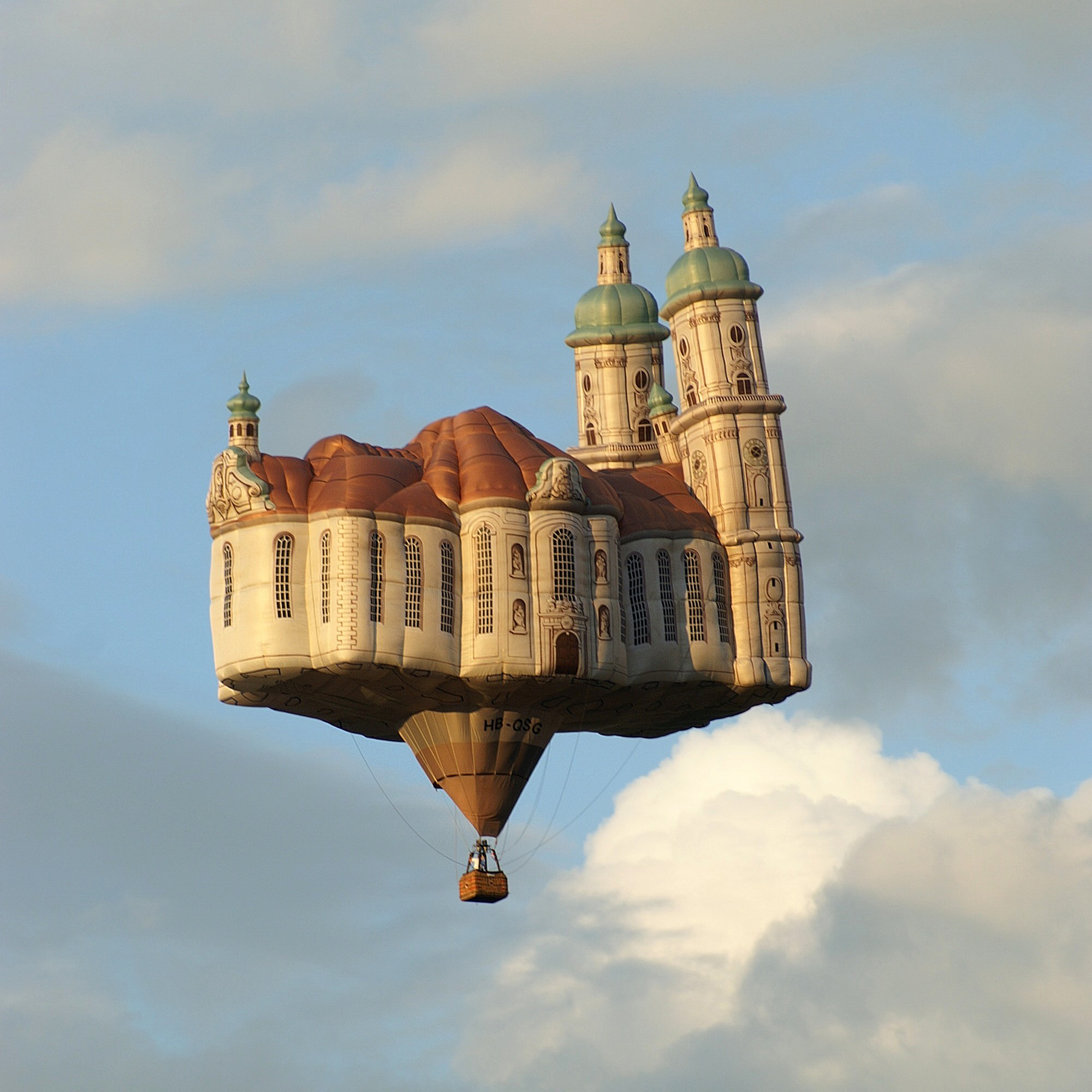
Khinh khí cầu hình tu viện Thánh Gall

Khinh khí cầu (tiếng Anh: hot air balloon) là một phương tiện bay trọng lượng nhẹ, bao gồm một túi lớn chứa khí được đốt nóng và một chiếc giỏ đan hoặc thuyền gondola treo bên dưới. Với một số khí cầu đường dài hoặc bay ở độ cao lớn, giỏ này thay bằng khoang chứa. Giỏ dùng để chở hành khách và nhiên liệu, đa số trường hợp là propan lỏng để đốt lửa trực tiếp. Không khí trong quả cầu khi bị đốt sẽ loãng ra và nhẹ hơn không khí bên ngoài, từ đó giúp nó bay lên. Giống như các loại khí cụ bay khác, khinh khí cầu không thể bay ra khỏi bầu khí quyển. Phần dưới túi khí không cần phải dán kín vì áp suất bên trong túi cũng tương đương áp suất không khí bên ngoài. Khí cầu thể thao ngày nay thường có túi khí làm bằng vải nylon và đầu vào (chỗ gần máy đốt lửa) được bảo vệ bằng các chất liệu chống cháy, ví dụ như vải Nomex.
Ngoài thiết kế hình cầu cơ bản, hiện khí cầu có nhiều kiểu dáng khác nhau tuỳ ý người sử dụng. Khinh khí cầu có thể lái được thay vì chỉ trôi theo gió được gọi là tàu bay nhiệt (thermal airship).
Khinh khí cầu là phương tiện bay đầu tiên chở người thành công trong lịch sử. Chuyến bay khí cầu không dây buộc, có người lái đầu tiên trên thế giới được Jean-François Pilâtre de Rozier và François Laurent d'Arlandes thực hiện tại Paris, Pháp vào ngày 21 tháng 11 năm 1783. Quả khí cầu này do anh em nhà Montgolfier chế tạo.